# Траоре, Дауда
Дауда Траоре (фр. Daouda Traoré; родился 22 июля 2006, Иври-сюр-Сен) — французский футболист, полузащитник клуба «Ницца».

## Клубная карьера
Выступал за юношеские команды клубов «Шевильи-Ларю», «Антони Спор», «Монруж», «Париж» и «Ницца». 7 февраля 2024 года дебютировал в основном составе «Ниццы» в матче Кубка Франции против «Монпелье». 19 мая 2024 года дебютировал во французской Лиге 1 в матче против «Лилля».

## Карьера в сборной
Выступал за сборные Франции до 16 и до 17 лет. В 2023 году сыграл на юношеском чемпионате Европы (до 17 лет) в Венгрии, по итогам которого французы заняли второе место.